# Tjastnoje pionerskoje
Tjastnoje pionerskoje (russisk: Частное пионерское, da.: Menig pionér) er en russisk komediefilm fra 2013 instrueret af Aleksandr Karpilovskij. Film er baseret på en novellesamling af samme navn af Mikhail Seslavinskij og er filmet i samme traditionen som klassiske sovjetiske børnefilm fra 1970'erne og 1980'erne.

## Handling
Filmen foregår i 1977 i industribyen Dzerzjinsk i Gorkij (nu Nisjnij Novgorod) regionen. Hovedpersonerne er sjetteklasseeleverne Misjka og hans ven Dimka. Filmens plot udfolder sig på baggrund af almindelige skoledage i provinsen. Drengene forbereder sig på gennemgangen af pionerafdelingerne, og de to venners fritidseventyr - fiskeri, redning af en herreløs hund - udvikler sig til en rigtig detektivhistorie med deltagelse af skolelederen, lokale banditter og meget mere. Begivenhederne sætter børnene over for et valg, som livet vil præsentere dem for mere end én gang - venskab eller pligt. Misjka og Dimka risikerer at blive smidt ud af pionerafdelingen for at have forstyrret en offentlig begivenhed, da de to drenge var i færd med at redde deres fælles hund Savva. Lenka forsvarer drengene og forsøger at overbevise alle om, at redning af en hund er en pionerbedrift. Dette imponerer dog ikke nogen, før politikaptajn Vitjusjkin hjælper til.

## Medvirkende
- Semjon Treskunov som Misjka Khrustalev
- Jegor Klinaev som Dimka Terentjev
- Anfisa Vistingauzen som Lenka Karaseva
- Julija Rutberg som Nadezjda Vladimirovna
- Svetlana Ivanova som Svetlana Aleksejevna